# Johann Kilian Benckgraff
Johann Kilian Benckgraff (* 1708 in Mellrichstadt; † 7. Juni 1753 in Fürstenberg) war ein deutscher Arkanist.

## Leben
Benckgraff war zunächst an der Fayencefabrik im Schloss Künersberg angestellt, die Jakob Küner 1745 gegründet hatte. 1747 wurde Benckgraff dort Fabrikleiter. 1749 ging er zur Höchster Porzellanmanufaktur, die anfangs Fayencen herstellte. Durch Benckgraffs Versuche gemeinsam mit dem Ofenbauer Josef Ringler gelangen 1750 die ersten Brände von Porzellan in Höchst.
1752 wird Benckgraff als Direktor der Höchster Porzellanmanufaktur erwähnt, wo er den Titel eines Kommerzienrats trug. Bald geriet er mit Johann Christoph Göltz als Gründer der Höchster Manufaktur in Streit. Anfang April 1753 wurde Benckgraff festgesetzt und seine Güter wurden beschlagnahmt. Er gab an, dass ihm Göltz bereits im November 1752 den Dienst gekündigt habe, so dass er sich um eine neue Anstellung bemühen musste. Benckgraff verlangte nach einem Rechtsbeistand und wollte das Arkanum einem „Chymikus“ mitteilen, um diesen in der Porzellanherstellung zu unterrichten. Göltz warf ihm vor, ihm das Brennofenmodell des Schreiner Dantz vorzuenthalten und Teile der Produktionsmasse veruntreut zu haben. Benckgraf soll zudem Verhandlungen mit der Berliner Firma Johann Georg Wegelin & Söhne unterhalten haben und ihr ein Fässchen Erde, feine Dosenmasse und das entwendete Ofenmodell übersandt haben. Er forderte, dass Benckgraff das Arkanum herausgeben und den entstandenen Schaden aus den Zuwendungen, die er von Wegelin und aus Braunschweig erhalten habe, zu ersetzen. Der Beschuldigte gab an, dass seine Tochter das Ofenmodell zerschlagen habe. Herzog Karl I. von Braunschweig-Lüneburg-Wolfenbüttel habe ihm eine Stelle als Bergrat mit 1.200 fl. als Gehalt angeboten und die Errichtung einer Porzellanfabrik in Aussicht gestellt. Aus Braunschweig habe er ein Geschenk von 2000 fl. für verschiedene Arkana erhalten. Er bekundete, dass er die bei ihm vorgefundene Erde aus Passau bezogen und über Regensburg nach Berlin geschickt habe. Benckgraff befürchtete, dass Göltz die Manufaktur nach Frankfurt verlegen würde, sobald er die Kenntnis der Porzellanherstellung habe. Benckgraff hatte das Arkanum dem Mainzer Kurfürsten unter seinem Siegel übergeben und abgetreten. Göltz Klage auf Herausgabe wurde abgewiesen. Benckgraff kam auf Begehren des Herzogs Karl aus dem Gewahrsam frei.
1753 verließ Benckgraf die Manufaktur und ging, abgeworben vom braunschweigischen Hofjägermeister Johann Georg von Langen, zur Porzellanmanufaktur Fürstenberg. Er traf am 6. Mai 1753 in der braunschweigischen Fabrik zu Fürstenberg an der Weser ein. In seiner Begleitung befanden sich sein Schwiegersohn, der Kunstmaler Johannes Zeschinger und der Höchster Maler und Bossierer Simon Feilner.
Als er dort ankam, war das Weiterbestehen der 1747 gegründeten Fürstenberger Manufaktur nach sechsjährigem vergeblichem Experimentieren mit der Porzellanherstellung durch den angeblichen Arkanisten Johann Christoph Glaser 1753 fraglich geworden. Wenige Wochen nach seiner Ankunft in Fürstenberg verstarb Benckgraff nach kurzer Krankheit. Vor seinem Tode hatte er das Geheimnis zur Porzellanherstellung an von Langen mitgeteilt und auch seinen Schwiegersohn Johannes Zeschinger eingeweiht. Damit konnte die Porzellanherstellung der Fürstenberger Manufaktur noch 1753  beginnen, nachdem auch das richtige Kaolin aus Hafnerzell bei Passau zur Verfügung stand.

## Arkanistisches Wirken
- 1749: Höchster Porzellanmanufaktur[4]
- 1752: Vorkönigliche Porzellan-Manufaktur Berlin[5]
- 1753: Porzellanmanufaktur Fürstenberg